# دوغلاس هيرد
دوغلاس هيرد (بالإنجليزية: Douglas Hurd)‏ (8 مارس 1930 في المملكة المتحدة)؛ سياسي، دبلوماسي وروائي بريطاني.

## روابط خارجية
- دوغلاس هيرد على موقع IMDb (الإنجليزية)
- دوغلاس هيرد على موقع الموسوعة البريطانية (الإنجليزية)
- دوغلاس هيرد على موقع مونزينجر (الألمانية)
- دوغلاس هيرد على موقع إن إن دي بي (الإنجليزية)
- دوغلاس هيرد على موقع قاعدة بيانات الفيلم (الإنجليزية)